# Embelia keniensis
Embelia keniensis är en viveväxtart som beskrevs av R. E. Fries. Embelia keniensis ingår i släktet Embelia och familjen viveväxter. Inga underarter finns listade i Catalogue of Life.